# What Women Did for Me
What Women Did for Me è un cortometraggio del 1927, diretto da James Parrott con Charley Chase.
Il film fu distribuito il 14 agosto 1927.